# Hyles rubescens
Hyles rubescens är en fjärilsart som beskrevs av Karl Schawerda 1914. Hyles rubescens ingår i släktet Hyles och familjen svärmare. Inga underarter finns listade i Catalogue of Life.